# Las chicas cantantes de Shanghái
Las muchachas cantantes de Shanghai, también traducida como Flores de Shanghai  o Biografías de flores junto al mar,  es una novela de 1892 de Han Bangqing.
La novela, la primera de su tipo publicada en serie,  narra la vida de las prostitutas en Shanghai a finales del siglo XIX.  A diferencia de la mayoría de las novelas orientadas a la prostitución en chino Wu, específicamente el dialecto de Suzhou, todos los diálogos en esta novela están en Wu.
La escritora Eileen Chang tradujo el libro al mandarín y lo publicó en dos partes bajo el título "海上花開" y "海上花落" (lit. " Las flores del mar florecen/se marchitan " o " Las flores de Shanghai florecen/se marchitan "). También tradujo el libro al inglés,  lo cual no fue descubierto hasta después de su muerte.  Eva Hung revisó y editó la traducción al inglés antes de su publicación.
Wilt L. Idema, quien escribió una reseña del libro "La novela china a finales del siglo XIX" en T'oung Pao, escribió que la novela " Flores de Shanghái" incluía el uso de Wu en los diálogos, un protagonista "condenado al fracaso" y una trama elaborada conscientemente, por lo que el libro "ya mostraba muchas de las características de una novela típica del Ch'ing tardío".
En 1998 se realizó una adaptación cinematográfica llamada Flores de Shanghai.

## Recepción
Hu Shih, Lu Xun y otras figuras literarias chinas aclamaron críticamente Flores de Shanghai. Sin embargo, la novela no se vendió muy bien. Lesley Downer, del New York Times, escribió que en 2005 pocas personas habían leído la novela en China.
La tesis de Hu Shih es que debido a que la novela tenía un uso tan fuerte del término Wu, los lectores tuvieron dificultades para entenderla. Donald B. Snow, autor de Cantonese as Written Language: The Growth of a Written Chinese Vernacular, escribió que, en general, las ventas de otras novelas superaron a las de Shanghai Flowers porque su uso limitado del wu las hacía más fáciles de leer. David Der-wei Wang argumentó que el uso principal de Wu en la novela era solo por parte de los personajes prostitutas y, por lo tanto, la novela original sería bastante entendida por otros hablantes de chino. Wang concluyó que el idioma no sería la razón de la continua impopularidad de la novela, ya que Chang había escrito su traducción al mandarín. En cambio, Wang argumentó que la manera "práctica" de describir las cosas de Han Bangqing, que se opone a las descripciones opulentas de eventos y comida; y la falta general de sensacionalismo y "narcisismo sentimental" contribuyen al "hecho de que no se lee como la novela de prostitutas que generalmente conocemos".

## Traducción al inglés
- Han Bangqing (2005). The Sing-song Girls of Shanghai (Eileen Chang and Eva Hung, trad.). Columbia University Press. ISBN 9780231122689.

## Lectura adicional
- Cheng, Stephen (Spring–Autumn 1982). «Sing-song Girls of Shanghai and Its Narrative Methods». Renditions. 17-18: 111-136  – vía Chinese University of Hong Kong. - See profile page